# Lima nakayasui
Lima nakayasui is een tweekleppigensoort uit de familie van de Limidae. De wetenschappelijke naam van de soort is voor het eerst geldig gepubliceerd in 1987 door Habe.